# Judith (Kaiserin)

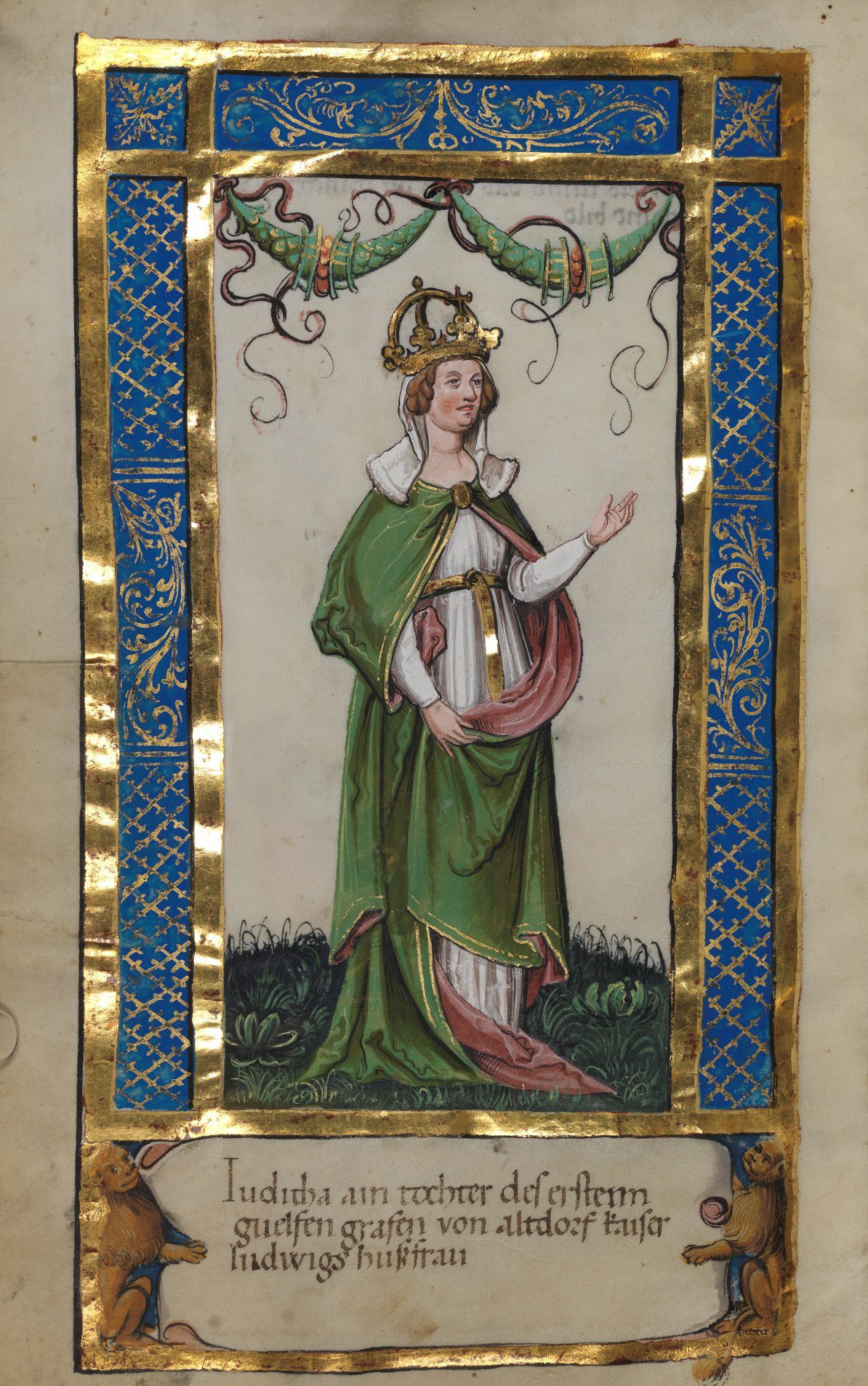
Judith – Abbildung aus dem Weingartener Stifterbüchlein, um 1510

Judith (* vermutlich 795/ 807; † 19. April 843) war seit Februar 819 zweite Gemahlin Ludwigs des Frommen. Judith war die Tochter des Grafen Welf I., des Stammvaters der Dynastie der Welfen, und der edlen Sächsin Heilwig (Eigilwi). Sie war die Schwester von Hemma, der Gemahlin Ludwigs des Deutschen, und von Rudolf und Konrad, die Grafen im Bodenseeraum und im Zürichgau waren. 

## Leben
Welf I. ist vor und nach der Heirat seiner Tochter Judith 819 in zeitgenössischen Quellen nicht nachweisbar. Die Mutter Heilwig (Eigilwi) verstarb 825/826 als Äbtissin des bedeutenden Klosters Chelles.
Judith wurde im Februar 819 bei einer Brautschau unter fränkischen Adelstöchtern von Ludwig dem Frommen zu seiner zweiten Ehefrau auserkoren. Sie soll willensstark und sehr schön gewesen sein. Bei ihrer Vermählung erhielt sie das Kloster San Salvatore in Brescia als Lehen (beneficium). Judith gewann starken Einfluss auf Ludwig und konnte dadurch dem Geschlecht der Welfen zu großer Macht verhelfen. Sie war zunächst im Volk beliebt und wurde wegen ihrer Großzügigkeit verehrt. So war der Winter ins Jahr 822 hinein in Europa extrem streng. Rhein, Donau, Elbe und Seine waren monatelang von Eis überzogen, viele Menschen und Tiere erfroren. Judith half den Menschen, wofür ihr Hrabanus Maurus und der Dichtermönch Walahfrid Strabo mit schönen Versen dankten, die in die Literaturgeschichte eingingen. Sie war aber auch darauf bedacht, ihrem im Jahre 823 geborenen Sohn Karl dem Kahlen einen Anteil am Erbe Ludwigs des Frommen zu sichern, nachdem bereits seit 817 mit der Ordinatio imperii ein Plan für die Aufteilung des Fränkischen Reiches unter Ludwigs anderen drei Söhnen aus erster Ehe existiert hatte, den Prinzen Lothar, Pippin von Aquitanien und Ludwig von Bayern.
Dadurch zog Judith den Hass ihrer Stiefsöhne und des Adels auf sich. Sie wurde des Ehebruchs mit Bernhard von Septimanien bezichtigt und 830 in das Kloster Saint Croix bei Poitiers geschickt, von wo Ludwig sie nach der Reichsversammlung von Nimwegen zurückholen konnte. Nach den Geschehnissen auf dem „Lügenfeld“ zu Colmar 833 wurde sie nach Tortona (Italien) verbannt. Nach der erneuten Machtübernahme Ludwigs des Frommen kehrte sie an seiner Seite nach Aachen zurück.
Während der dreißiger Jahre blieb die Ausstattung ihres Sohnes Karl mit einem angemessenen Erbteil ihr oberstes Ziel, das sie durch wechselnde Koalitionen mit ihren Stiefsöhnen Ludwig dem Deutschen und Kaiser Lothar I. zu erreichen suchte. Als beim Tod ihres Gatten Ludwigs des Frommen im Jahr 840 jedoch noch keine tragfähige Erbregelung gefunden war und unter dessen Söhnen sogleich ein Krieg um das Erbe entstand, besaß Karl im Vergleich zu seinen Halbbrüdern die ungünstigste Ausgangsposition. Vor allem der tatkräftigen Unterstützung durch Judith verdankte es Karl, dass er am Ende des Kriegs, das im Vertrag von Verdun 843 besiegelt wurde, ein großes Reich im Westen erhielt. Seine Mutter hatte zuvor erfolgreich Anhänger für ihn geworben und ihm Truppen zugeführt.
Das Bild Judiths in den zeitgenössischen Quellen könnte zwiespältiger kaum sein. Dem Hof nahestehende Autoren wie Hrabanus Maurus und sein Schüler Walahfrid Strabo (letzterer war zudem ihr Hofkaplan und Lehrer ihres Sohnes) verehrten sie geradezu, während ihre Gegner, wie Agobard von Lyon und Wala von Corbie, sie als Ursache allen Übels bezeichneten. Auch in der historischen Forschung wird sie uneinheitlich bewertet. Während ältere Forschungen des 19. und frühen 20. Jahrhundert ihr eine große Mitschuld am Verfall des Karolingerreichs zuschreiben, wurde ihr Bild in jüngeren Arbeiten deutlich relativiert. Dabei wird ihr Streben nach Ausstattung ihres Sohnes Karl und ihrer eigenen Absicherung für den Fall der Verwitwung als durchaus legitim bewertet; ihre Rolle wird wesentlich stärker im Kontext der allgemeinen Verfallserscheinungen im Reich jener Zeit gesehen.
Judith starb 843 und wurde in St. Martin in Tours bestattet, einer der bedeutendsten Kirchen des fränkischen Reiches, da St. Martin der Nationalheilige war.